# Droga wojewódzka nr 301
Droga wojewódzka nr 301 (DW301) – droga wojewódzka o długości 19 km łącząca DW267 z Osięcin, do DK91 w m. Janowice.

## Miejscowości leżące przy trasie DW301
- Osięciny
- Krotoszyn
- Bądkowo
- Kalinowiec
- Tadzin
- Janowice